# Juan Pablo Villegas
Juan Pablo Villegas Cardona, nacido el 15 de octubre de 1987 en Pácora (Caldas), es un ciclista colombiano que debutó como profesional en 2011 con el equipo 472-Colombia, y finalizó su carrera para el 2015 en el equipo ciclista colombiano de categoría amateur el Team Manzana Postobón.
Deportista líder en Latinoamérica en la lucha contra el dopaje. Sin embargo, para la temporada 2016 es contratado nuevamente como ciclista activo para el equipo colombiano de categoría Continental el Manzana Postobón Team.
Donde fue gran protagonista ayudando a formar nuevos talentos como Sergio Andrés Higuita. 
En 2017 fue ganador de la última etapa de la Vuelta a Colombia atacando a 2 kilómetros de meta. 
Su última competencia como profesional Professional fue el Tour of Qinghai Lake en China donde fue campeón por equipos e hizo una gran labor para que su compañero de equipo Hernan Ricardo Aguirre se llevara el título. 
Actualmente se encuentra ejerciendo como director Técnico de la selección de ciclismo de Panamá.

## Palmarés
'2007'
- 2° vuelta a Colombia sub-23 más 1 etapa

2009
- 2 etapas Vuelta a Colombia sub-23.
- 1º en el Campeonato Panamericano en Ruta

2010
- 2° Vuelta a Antioquia.

2012
- 2 etapas de la Vuelta a Venezuela

2013
- 1° Vuelta al Valle más 1 etapa.
- Top 10 Tour de Bretagne 2013

2014
- Vuelta a México, más 3 etapas

2017
- 1 etapa de la Vuelta a Colombia

## Equipos
- GW Shimano (2010)
- Colombia es Pasión-Café de Colombia (2011)
  - 472 Colombia es Pasión (2011)
  - 472-Colombia (2013-2014)
- Team SmartStop (2015)
- Manzana Postobón Team (2016-2018)